# Marco Laaser
Marco Laaser (* 16. Januar 1977) ist ein deutscher ehemaliger Fußballprofi.
Der Außenbahnspieler Laaser durchlief die Jugendabteilungen der Rostocker Betriebssportgemeinschaften Pädagogik und Schifffahrt/Hafen sowie des F.C. Hansa. Bei Hansa gelang ihm auch der Übergang vom Jugend- zum Herrenfußball, als er ab 1996 in Rostocks zweiter Mannschaft eingesetzt wurde, die in der viertklassigen Oberliga Nordost spielte und in der Saison 1996/97 den Aufstieg in die drittklassige Regionalliga erreichte, woran Laaser mit 26 Einsätzen beteiligt war. Zur Folgesaison 1997/98 stieg Hansas Zweitvertretung jedoch umgehend wieder in die Oberliga ab, wobei Laaser nun nominell zur in der Bundesliga spielenden ersten Mannschaft der Hanseaten gezählt hatte, dort jedoch zu keinem Einsatz gekommen war. So war die Oberliga-Saison 1998/99, in der Laaser weitere 28 Spiele für Hansas Zweitvertretung bestritt, seine letzte in Rostock.
Zur Saison 1999/2000 wechselte Laaser zum Regionalligisten SV Babelsberg 03, mit dem ihm in der Saison 2000/01 der Aufstieg in die 2. Bundesliga gelang. In dieser absolvierte Laaser in der Saison 2001/02 noch 28 Einsätze für die Babelsberger, die zum Saisonende den umgehenden Wiederabstieg hinnehmen mussten, woraufhin Laaser den Verein verließ.
Er schloss sich im Sommer 2002 dem vormaligen Zweitligakonkurrenten VfB Lübeck an, für den er in der Saison 2002/03 auf 27 Einsätze kam, in der Folgesaison 2003/04 aber verletzungsbedingt nur in elf Partien der Norddeutschen eingesetzt wurde. Da Lübeck gleichzeitig den Abstieg in die Regionalliga hatte hinnehmen müssen, absolvierte Laaser in den folgenden Spielzeiten 2004/05 und 2005/06 noch 48 Regionalliga-Partien für die Lübecker, die den angestrebten Wiederaufstieg allerdings in beiden Spielzeiten verfehlten.
2006 wechselte Laaser zum letzten Mal in seiner Karriere den Verein und schloss sich dem Regionalligisten Sportfreunde Siegen an. Am zweiten Spieltag der Saison 2006/07 bestritt er seinen einzigen Einsatz in einem Pflichtspiel für Siegen, bei dem er zudem in der Halbzeit ausgewechselt wurde. Noch in der gleichen Saison beendete Laaser, der es zu Beginn seiner Karriere bis in die deutsche U-19-Nationalmannschaft geschafft hatte, seine Profi-Karriere.